# Kurt meteorológiai állomás
A Kurt meteorológiai állomás egy önműködő német időjárás-előrejelző berendezés volt a második világháborúban Észak-Amerika területén.
A második világháborúban szembenálló feleknek létfontosságú volt, hogy pontos időjárási előrejelzésekhez jussanak. Az Északnyugat-Európa és Skandinávia időjárását meghatározó meteorológiai rendszerek általában nyugatról, északnyugatról érkeznek, ezért a legjobban a sarki területeken – Grönland, Jan Mayen-sziget, Izland, Spitzbergák – működő állomások tudják előrejelezni a változásokat. A németek számára elengedhetetlen volt, hogy megbízható meteorológiai jelentésekhez jussanak a térségből, ezért több automata és szakemberek által működtetett állomást üzemeltettek a sarki területeken.
Az egyik automata berendezést a Siemens-Schuckert cég fejlesztette ki. Az állomás a Wetter-Funkgerät Land nevet kapta, amely szabad magyar fordításban azt jelenti, hogy szárazföldi időjárás-rádió. A berendezést tíz – nagyjából 90 centiméter magas, 45 centiméter átmérőjű és 100 kilogramm tömegű – hengerben lehetett a helyszínre vinni. Az antennákat külön szállították. A tíz hengerből kilencben az akkumulátorok voltak, a tizedik tartalmazta a műszereket és a rádióadót. A berendezés háromóránként küldött kétperces, morzekódú üzenetet. A tervezők úgy számoltak, hogy a csaknem egytonnányi akkumulátor hat hónapos élettartamot biztosít az állomásnak. A Siemens-Schuckert harminc ilyen berendezést készített. A tartályok számát és méretét úgy határozták meg, hogy tengeralattjáróval is szállíthatóak legyenek.

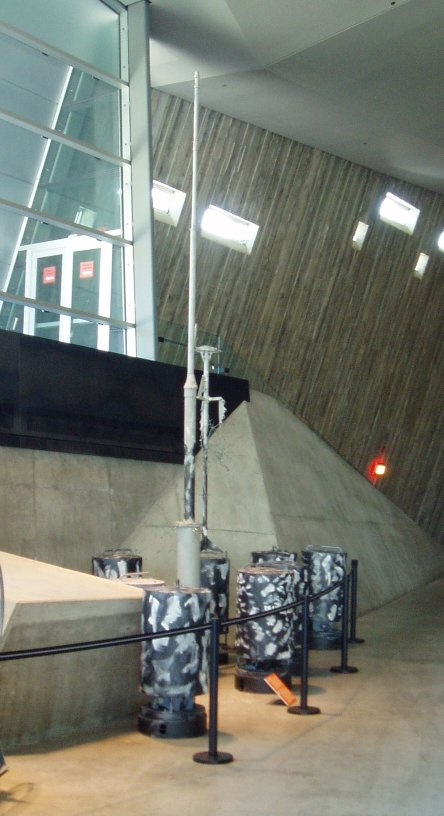
Az állomás a múzeumban

1943. október 22-én megérkezett a ma Kanadához tartozó Labrador-félsziget északi részéhez, a Martin-öbölbe az U–357-es német búvárhajó, fedélzetén egy automata meteorológiai állomással és két civil szakemberrel. Egy kisebb csapat partra szállt, hogy felderítse a környéket. A második világháborúban ez volt az egyetlen egyenruhás német egység, amely Észak-Amerika földjére lépett. Miután megtalálták a megfelelő helyszínt, a berendezést gumicsónakkal partra szállították, és az állomást, amely a Kurt nevet kapta, beüzemelték. A hengerek álcázófestést kaptak, és megtévesztésül a Canadian Meteor Service felirat szerepelt rajta, annak ellenére, hogy ilyen szervezet nem létezett, és a berendezés sem kanadai földön állt. Ez a terület a háború alatt Nagy-Britanniához tartozott. További megtévesztésként üres amerikai cigarettás csomagokat és gyufásdobozokat hagytak a helyszínen.
A Kurt-állomás rendben megkezdte az adatok küldését, de néhány nap múlva már jelentkeztek az első hibák, és három héttel felállítása után végleg elhallgatott. 1943. december 8-án az U–537-es kikötött a franciaországi Lorient-ben, ahol a két civil munkatárs és az egyik haditengerész partra szállt. A többiek járőrszolgálatra indultak a tengeralattjáróval, de valamennyien a tengerbe vesztek, így az akciónak csak három szemtanúja maradt.
A berendezésre 1977-ben bukkant rá egy geológiai kutatást végző csapat, de a kanadai meteorszolgálatot jelző felirat megtévesztette őket, és nem foglalkoztak az adóval. Néhány évvel később Franz Selinger, a Siemens egyik visszavonult munkatársa, aki a cég történetét akarta megírni, dokumentumokra és fényképekre bukkant a meteorológiai állomás felszereléséről. Később amerikai és kanadai adatokat keresett, de nem talált, ezért felvette a kapcsolatot az ottani hivatalos szervekkel. 1981-ben Selinger a kanadai parti őrség egyik hajóján a helyszínre utazott, ahol megtalálták a Kurt-állomást. A berendezések ma az ottawai hadtörténet múzeumban láthatók.